# Tequila Sunrise
"Tequila Sunrise"는 돈 헨리와 글렌 프레이가 작사하고 이글스가 녹음한 노래이다. 밴드의 두번째 앨범인 Desperado에서 나온 첫 번째 싱글이다. 빌보드 핫 100 차트에서 64위를 차지했다.

## 세션 구성
- 글렌 프레이: 리드 보컬, 어쿠스틱 기타
- 돈 헨리: 드럼, 타악기, 백 보컬
- 랜디 마이즈너: 베이스 기타, 백 보컬
- 버니 리던: 전자 기타, 만돌린, 백 보컬